# Лантли, Эдвин
Э́двин Ла́нтли (англ. Edwin Luntley; 28 апреля 1857 — 1 августа 1921), также известный как Тед Лантли (англ. Ted Luntley) — английский футболист и крикетист. Выступал за футбольный клуб «Ноттингем Форест», провёл 2 матча за национальную сборную Англии.

## Биография
Родился в Кройдоне в семье художника-портретиста. Выступал за футбольные клубы «Олд Лейс» и «Ноттингем Касл», в ноябре 1878 года присоединился к клуб «Ноттингем Форест» и выступал за него до января 1883 года.
13 марта 1880 года дебютировал в составе национальной сборной Англии в матче против сборной Шотландии на стадионе «Хэмпден Парк» в Глазго. Шотландцы одержали в той игре победу со счётом 5:4. 15 марта 1880 года провёл свою вторую игру за сборную Англии, на этот раз против сборной Уэльса на стадионе «Рейскорс Граунд» в Рексеме. В том матче англичане одержали победу со счётом 3:2.
Помимо футбола играл в крикет за местные клубы, а также в гольф. Был одним из основателей гольф-клуба «Чилуэлл Мэнор».
В 1883 году женился на Джулии Берселл Хелмсли, у пары родилось семеро детей (все девочки). Умер 1 августа 1921 года в Бистоне в возрасте 64 лет от болезни почек.